# Amazonasfischer
Der Amazonasfischer (Chloroceryle amazona) ist ein Eisvogel der Neotropis.

## Merkmale

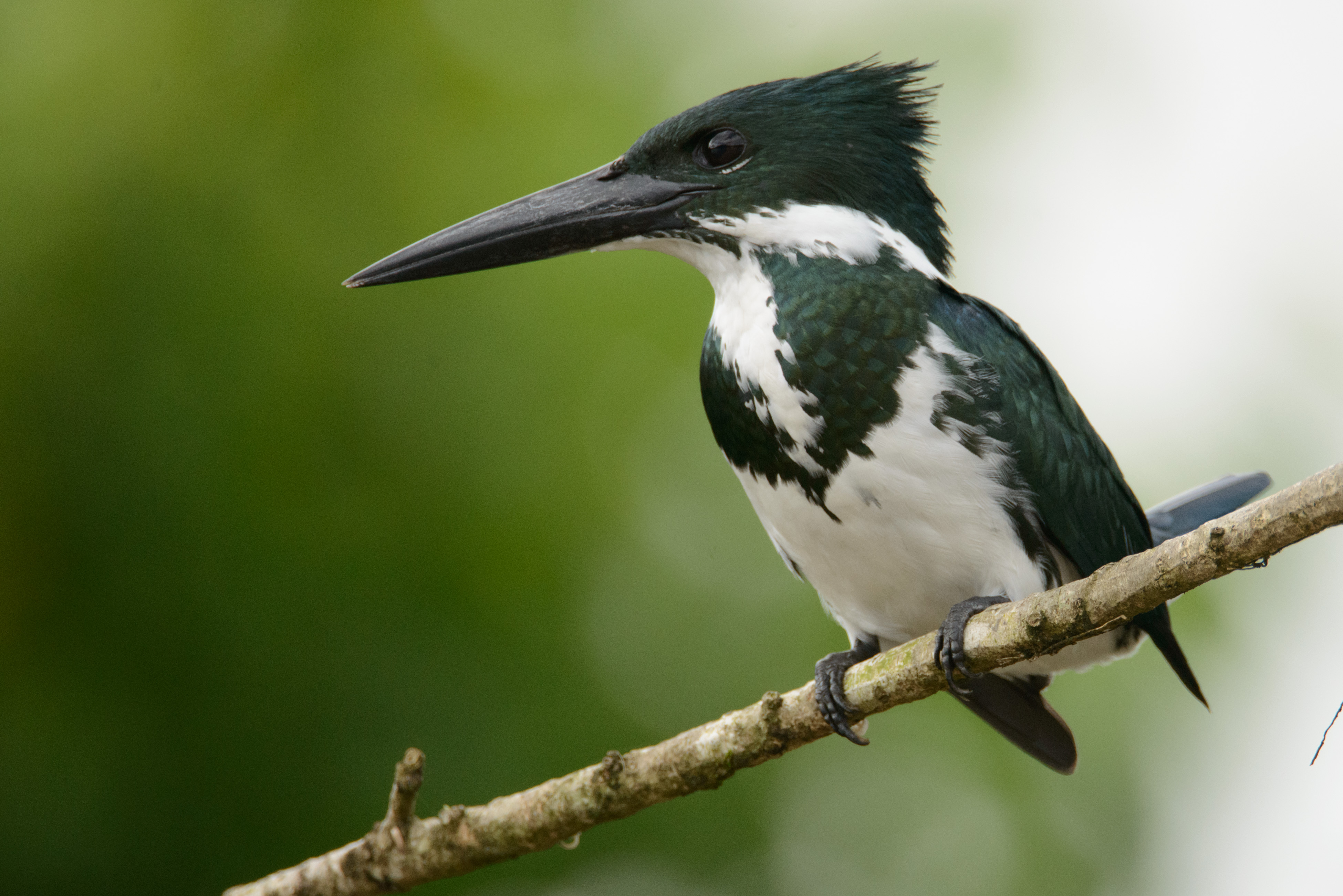
Amazonasfischer (Weibchen)

Der Amazonasfischer hat die typische Eisvogelform mit einem kurzen Schwanz und langem Schnabel. Oberseits ist er metallisch grün gefärbt, der Nacken und die Kehle sind weiß. Der weiße Bauch weist an den Flanken grüne Strichelungen auf. Die Brust des Männchens ist kastanienbraun, die des Weibchens weiß mit grünen Flecken an der Seite.
Im Gegensatz zum  ähnlichen Grünfischer hat der Amazonasfischer keine weiße Markierungen am Flügel. Außerdem ist er mit einer Länge von 29 bis 30 cm und einem Gewicht von 110 g erheblich größer und schwerer.
Der Ruf des Vogels ist ein scharfes KyeKyekyekyek, das in Tonhöhe und Lautstärke abnimmt.

## Vorkommen
Das Verbreitungsgebiet des Amazonasfischer erstreckt sich von Südmexiko bis nach Nordargentinien. Meldungen über Sichtungen auf Trinidad beruhen wahrscheinlich auf Verwechslungen.

## Fortpflanzung
Der Vogel gräbt in Uferböschungen eine bis zu 1,6 m lange Röhre, die einen Durchmesser von 10 cm hat. Das Weibchen legt drei bis vier weiße Eier.